# Hristo Lukov
Hristo Nikolov Lukov (en búlgaro: Христо Николов Луков; 6 de enero de 1887-13 de febrero de 1943) fue un militar y político búlgaro de extrema derecha, ministro  de Guerra de Bulgaria entre 1935 y 1938 y líder de la organización ultranacionalista Unión Nacional de Legiones Nacionales de Bulgaria desde 1942 hasta 1943.

## Biografía
Nacido el 6 de enero de 1887, se graduó de la Universidad Militar Nacional "Vasil Levski" en 1907 y participó en la primera y segunda guerra de los balcanes en una division de artillería. Debido a esto obtuvo la Orden de la Valentía IV grado, 2º grado y alcanzó el rango de mayor en el ejército. Durante la Primera Guerra Mundial sirvió en la Primera División de Infantería de Sofía y la Quinta División de Infantería del Danubio. 
Desde el 23 de noviembre de 1935 hasta el 4 de enero de 1938 Lukov ejerció de Ministro de Guerra de Bulgaria, en este cargo participó de la liquidación de la Organización Interna Revolucionaria de Macedonia, la cual había comenzado a operar luego del golpe de Estado de 1934. Sus relaciones con el zar Boris III se deterioraron a principios de 1938 debido a "problemas técnicos en el ejército y la ley militar", así como debido a las dudas del zar sobre los intentos de Lukov de influir en los asuntos estatales y nombrar ministros. Se vio obligado a dimitir del gobierno y se retiró del ejército. El 25 de enero de 1938, fue ascendido al rango de teniente general y transferido a la fuerza de reserva .
Fue antisemita y líder de la organización fascista Unión Nacional de Legiones Nacionales de Bulgaria desde 1942 hasta su muerte. Durante la Segunda Guerra Mundial, resultó asesinado el 13 de febrero de 1943, siendo atribuida la acción a una partisana judía de la resistencia, Violeta Yakova, aunque otras fuentes restan veracidad a la culpabilidad de la guerrillera.